# ローリー・マキロイ
ローリー・マキロイ, MBE（Rory McIlroy、別表記ロリー・マキロイ、ローリー・マクロイなど。1989年5月4日 - ）は、イギリス、北アイルランドダウン県ハリウッド出身のプロゴルファー。2015-16・2018-19・2021-22フェデックスカップ総合優勝、キャリアグランドスラムを果たしている。メジャー選手権5勝。世界ゴルフランキング1位在位通算122週。
2007年、17歳の時に世界アマチュアゴルフランキングにおいて1週間首位の座につくなどの実績を残し同年9月プロに転向、欧州PGAツアーに参戦した。欧州ツアーでは2009年、PGAツアーでは2010年に初勝利を挙げている。また2010年のライダーカップに欧州代表として出場している他、アマチュア時代にも2004年のジュニアライダーカップに出場するなどの代表経験がある。
2011年6月19日、全米オープンでトータル16アンダー、2位に8打差をつける記録でメジャー初制覇を成し遂げた。マキロイはこのとき22歳で、1923年の全米オープンを制覇したボビー・ジョーンズ（当時21歳）に次ぐ年少記録であり、「最も将来を期待されている若手」と評するメディアもある。またこの勝利により2011年第25週の世界ゴルフランキングでは前週の8位から4位になった。
2025年4月13日、マスターズ・トーナメントで初優勝しキャリアグランドスラムを達成した。

## 生い立ち
北アイルランドの首府ベルファスト近郊にある人口12,000人程の港町ハリウッド  (Holywood)  に、ゲリー、ロージー・マキロイ夫妻の一人息子として生まれた。父ゲリー・マキロイ自身、スクラッチ（ハンデなし）でプレイしたこともある腕前のゴルファーで、ローリーは生後18カ月のころから父親にゴルフを教えられて、2歳のころには40ヤード（約36メートル）飛ばすなど幼くしてゴルフの才能の片鱗をみせていた。スポーツに熱中する性格で、ほとんど毎日ゴルフ場に連れて行ってくれるようせがみ、新しいクラブをプレゼントにもらって正しいグリップの握り方を父から教わると、夜寝る時もベッドにクラブを持ち込みクラブをきちんと握ったまま寝ていたという。またニック・ファルドの出したゴルフ・テクニックのビデオがお気に入りであった。マキロイのゴルフの才能が開花しはじめると、父ゲリーは仕事を掛け持ちし、母ロージーも地元にある3Mの工場で夜勤するなどして息子のプレー費を捻出した。やがてマキロイは同年代の競技会では負け無しとなり、フロリダ州マイアミのドラル・ゴルフリゾート・アンド・スパで行われた9-10歳グループの世界大会で、国際的な大会での初優勝を遂げた。
マキロイがはじめゴルフを学んだのは地元にあるハリウッドゴルフクラブであるが、そこは今でもマキロイのホーム・コースである。このハリウッドゴルフクラブは1904年に創設された全18ホール、全長6,000ヤード超、バックティーからのパースコアは69打のパークランドコースで、マキロイはこのコースについて、その後トップ・プレイヤーになるために必要なすべてのスキルを学んだコースと述べている。マキロイは7歳のときクラブのメンバー（過去最年少のメンバー）となり、練習はクラブ所属の元プロゴルファー、マイケル・バノンに師事した。バノンは現在でもマキロイのコーチであり献身的指導者である。なおこのクラブの近くには素晴らしいゴルフ場がいくつかあり、中でも著名なものとしてロイヤル・ベルファスト・ゴルフクラブや、難コースで知られ米ゴルフダイジェスト誌によって米国外で最高のコースと評されたロイヤル・カントリーダウン・ゴルフクラブなどがある。

## プロ経歴

### 2007年
マキロイは、欧州PGAツアー「ブリティッシュ・マスターズ」の前日である2007年9月19日にプロ転向を宣言した。翌日から出場したブリティッシュ・マスターズではトータル290打（+2）で42位であった。
10月のアルフレッド・ダンヒル・リンクス選手権では、優勝したニック・ドハティーと3打差の3位と躍進した。さらに翌週の欧州ツアー「オープン・デ・マドリード」では4位につけ、2008年のシード権を獲得した。2007年シーズンの獲得賞金額は27万7,255ユーロ、賞金順位は95位であった。

### 2008年
シーズン前の2007年12月、タイガー・ウッズが主催するオフシーズンのゴルフ・トーナメント、ターゲット・ワールド・チャレンジに招待されたがスケジュールの都合で辞退した。マキロイは「プロになったばかりの自分を招待してくれたなんて身震いする思いだった」と語り、「ただこの試合にでると、タイガーが主催する来年7月のAT&Tナショナルにも出場しなければならず、そうなると来年のヨーロピアン・オープンとスケジュールがぶつかってしまう。ヨーロピアン・オープンに出場しないなんて愚かなことだ。」と辞退の理由を述べている。
2008年シーズンはUBS香港オープンからスタートしたが、予選通過ライン1アンダーに対して、第1ラウンドでは69打、第2ラウンドでは74打と4オーバーとなり、プロ初の予選落ちを味わった。オーストラリアで開催されたマスターカード・マスターズでは15位タイと持ち直している。
2008年1月27日付けのワールドゴルフランキングで、初めてトップ200位に入る。
9月7日、スイスのクラン・モンタナで開催されたオメガ・ヨーロピアン・マスターズにおいて、マキロイは2位に4打差をつけ首位で最終日を迎えるが、最終日18ホールの4フィート・パットを外して優勝を逃し、勝敗はフランスのジャン=フランソワ・リューキンとのプレイオフに持ち込まれた。最終的にマキロイは2フィートのパットを外し、リューキンが15フィートパットを決め勝利した。
2008年シーズンはワールドランキングで100位以内に入り欧州ツアー獲得賞金ランク36位であった。

### 2009年
2008年11月のUBS香港オープンを2位で終えた後、マキロイは19歳6か月という過去最年少の記録でワールドゴルフランキング50位に入る（この記録は後に石川遼とマッテオ・マナセロによって破られた）。その後出場した南アフリカオープンでは3位となり、2008年のワールドゴルフランキング最終順位は39位であった。この成績によって、プロ転向後わずか18カ月にして2009年4月開催のマスターズから招待状が届く。マキロイがプロ初勝利を挙げたのは2009年2月に開催されたドバイ・デザート・クラシックであり、この勝利で世界ランキングは16位に上昇した。
2009年のWGCアクセンチュアマッチプレー選手権で、マキロイは4回戦進出を遂げた。1回戦では南アフリカのルイス・ウーストハウゼンを 2 & 1で破り、2回戦ではハンター・メイハンを 1-up で退け、3回戦では 4 & 3でティム・クラークを下したが、4回戦でジェフ・オギルビーに2 & 1で敗れた。なおオギルビーはその後ポール・ケーシー、スチュワート・シンクに勝利して優勝している。マキロイは5月までPGAツアーに参戦し、ホンダ・クラシックで13位タイ、CA選手権で20位タイ、シェル・ヒューストン・オープンでは19位タイと好成績を収めた。
2009年4月、マキロイは初のメジャー大会としてマスターズに初出場した。最終順位はトータル2アンダーの20位であった。予選通過選手中の飛距離ランキングではダスティン・ジョンソン、アンドレス・ロメロに次ぐ3位であった。マスターズの後2試合に出場したが、ザ・プレーヤーズ選手権では予選落ちしている。
その後欧州に戻り、全米オープンに出場するまでの間に、BMW PGA選手権では5位、ヨーロピアン・オープンでは12位と2試合でトップ25位内に入っている。メジャー第2戦目は2009年の全米オープンであり、最終ラウンドを68打（2アンダー）と結果10位タイで終え、メジャー大会初のトップ10入りを果たした。翌週BMWインターナショナル・オープンでは15位。7月には全英オープンに初出場し47位タイ、8月の全米プロゴルフ選手権では3位タイと2011年の全米オープン優勝に次ぐ好成績であった。
2009年の「レース・トゥ・ドバイ」ではリー・ウエストウッドに次ぐ2位でシーズンを終え、11月にはセルヒオ・ガルシアに次ぐ若さで世界ランキングで初のトップ10入り（9位）を果たした。また2010年シーズンはPGAツアーに参戦すると発表した。
ゲーリー・プレーヤーはマキロイについて「このままいけば、そしてきちんと指導されれば、彼の年代での世界最高の選手になれるだろう。（中略）だが彼はタイガー・ウッズのような肉体を手に入れることができるだろうか？この若い選手は朝6時にジムに通うだろうか？私には分からない。彼はタイガー・ウッズの持つ強さやその他すべての能力をもっているのだろうか？私には分からない。」と述べている。なおマキロイは12月にサンシティで開かれた、ゲーリー・プレーヤーがトーナメント・ホストを務めるネドバンク・ゴルフチャレンジに招待され出場する予定であったが、体調不良のため欠場している。

### 2010年

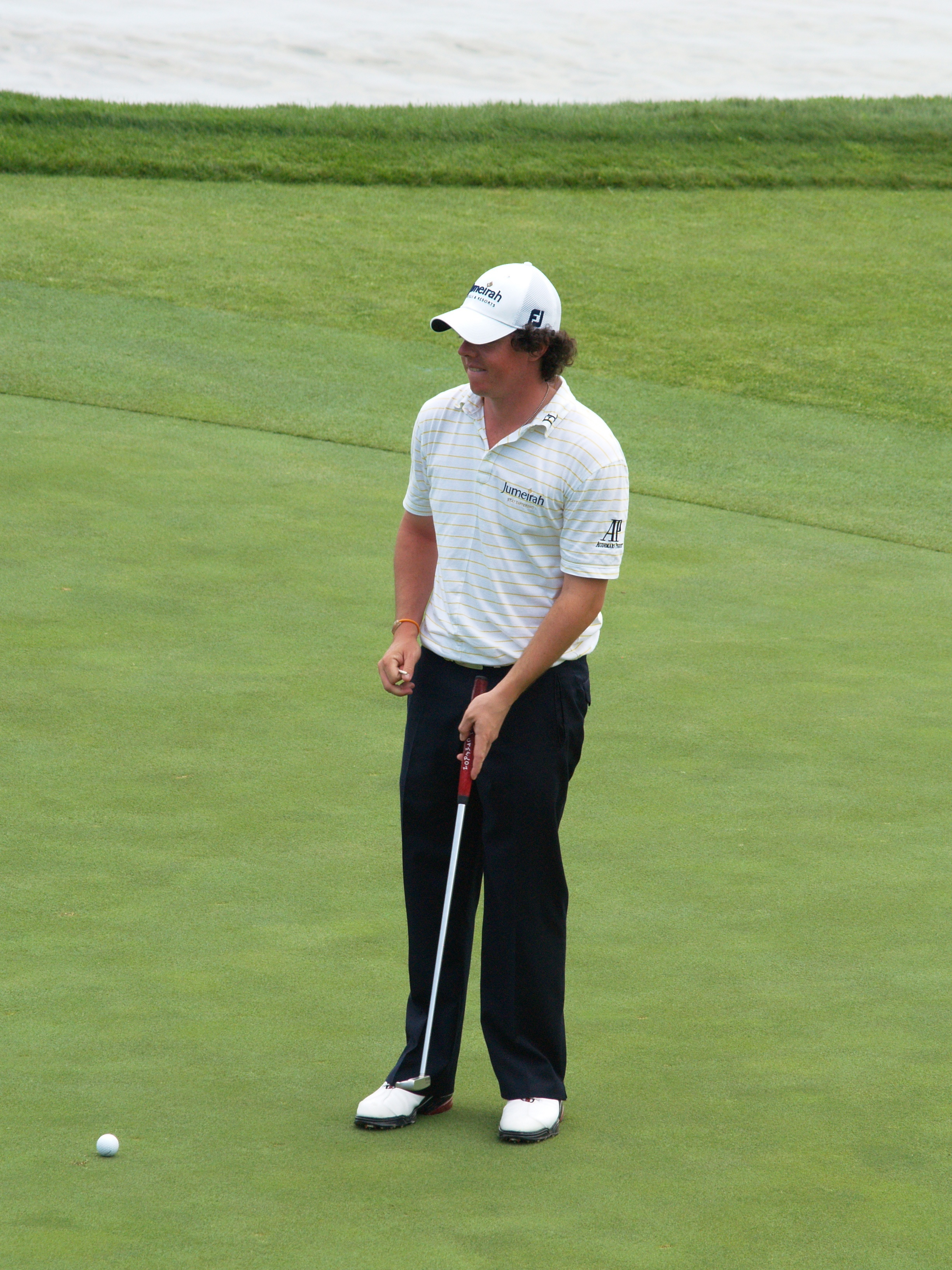
2010年全米プロゴルフ選手権にて、練習ラウンド中のマキロイ。

2010年シーズンはアブダビHSBCゴルフ選手権で3位に入るなど好調な出足であった。ドバイ・デザート・クラシックでは、最終日を73打でまわるなどして連覇は逃したものの5位につけた。
2010年のWGCアクセンチュアマッチプレー選手権では、第1回戦ではケビン・ナを1-up で下したが、オリバー・ウィルソンにプレイオフの末敗れた。この選手権の後、背筋痛のためツアーを一時離脱する。
2週間後、復帰したマキロイはホンダ・クラシックに出場、結果は40位タイであった。
5月2日、マキロイはクエイル・ホロー選手権でPGAツアー初優勝を遂げた。5アンダーでスタートした最終日、1イーグル・8バーディーでコースレコードの62を記録する逆転勝利であり、タイガー・ウッズが1996年に21歳でツアー初優勝した記録を抜く史上最年少でのPGAツアー優勝であった。この勝利で2年間のPGAツアーシード権を獲得している。6月2日、マキロイは、メモリアル・スキンズ・トーナメント（オハイオ州ダブリンにあるジャック・ニクラスの設計したゴルフコース、ミュアフィールド・ヴィレッジ・ゴルフクラブで開催された）に出場し、何かと比較されるようになったタイガー・ウッズとラウンドをまわった。結果は10位タイであった。
7月15日、全英オープンに出場したマキロイは、初日セント・アンドルーズ オールド・コースとの相性の良さを示す9アンダー63の記録的スコアをたたき出した。63打は150年の歴史を持つ全英オープンでも最小打数タイ（コースレコード）であり、初日に記録したのはマキロイのみである。17番、通称「ロード・ホール」でパットを失敗しなければ記録はさらに伸びたであろう。翌金曜日は天候が悪く80打と崩れた。土曜は68打、日曜は69打で最終順位は3位タイとなり、世界ランキングは7位に上昇した。
8月の全米プロゴルフ選手権では15番グリーンで3パットを叩き首位タイから陥落、最終ホールのバーディーパットもわずかに外れ、プレーオフを逃し3位タイとなった。なおプレーオフではマルティン・カイマーがバッバ・ワトソンを下し優勝している。マキロイがメジャー大会で3位に入ったのはこれで3度目である。
10月4日に行われたライダーカップには欧州代表として出場、個人戦引き分けで0.5ポイント稼ぐなどして欧州の勝利に貢献した。ライダーカップ後の11月、マキロイは2011年シーズンは欧州ツアーを主戦場とすると発表した。米ツアーでは引き続き11から12試合は出場し続ける予定だがツアーメンバーとしてではない。理由として、欧州ツアーに親しい友人がいること、ライダーカップ勝利で果たした自分の役割、ガールフレンドや家族と近くにいたいことなどを挙げている。

### 2011年
2011年、メジャー初戦となるマスターズで最終日首位でスタートするが、大きくスコアを崩し、最終的には15位まで順位を落とした。しかし、メジャー第2戦の全米オープンで、大会新記録となる通算16アンダーを記録しメジャー初優勝。

## 私生活
2011年の7月からプロテニス選手のキャロライン・ウォズニアッキと交際、2014年1月1日、婚約を発表したが、5月に婚約を破棄した。その後、2014年に全米プロゴルフ協会職員のエリカ・ストールと交際し、2015年に正式に婚約。2017年4月22日に結婚式を行った。
2020年8月31日、第一子となる娘が誕生し、ポピー・ケネディ・マキロイと名付けた。2024年5月13日、米フロリダ州パームビーチ郡の裁判所にエリカとの離婚を申請したが、2024年6月11日に離婚を撤回したことを発表した。

## 通算成績 (44勝)

### PGAツアー (29勝)
| 大会グレード                         |
| メジャー選手権 (5)                   |
| プレーヤーズ選手権 (2)               |
| 世界ゴルフ選手権 (3)                 |
| フェデックス・カップ・プレーオフ (6) |
| シグネチャーイベント (2)             |
| ツアー (11)                          |

| No. | 年月日         | 大会                                                                         | 優勝スコア      | アンダーパー | 打差       | 2位 (タイ)                                |
| --- | -------------- | ---------------------------------------------------------------------------- | --------------- | ------------ | ---------- | ----------------------------------------- |
| 1.  | 2010年5月2日   | クエイル・ホロー選手権                                                       | 72-73-66-62=273 | -15          | 4打差      | フィル・ミケルソン                        |
| 2.  | 2011年6月19日  | 全米オープン                                                                 | 65-66-68-69=268 | -16          | 8打差      | ジェイソン・デイ                          |
| 3.  | 2012年3月4日   | ザ・ホンダ・クラシック                                                       | 66-67-66-69=268 | –12          | 2打差      | タイガー・ウッズ トム・ギリス             |
| 4.  | 2012年8月12日  | 全米プロゴルフ選手権                                                         | 67-75-67-66=275 | -13          | 8打差      | デビッド・リン                            |
| 5.  | 2012年9月3日   | ドイツ銀行選手権                                                             | 65-65-67-67=264 | -20          | 1打差      | ルイ・ウーストハイゼン                    |
| 6.  | 2012年9月9日   | BMW選手権                                                                    | 64-68-69-67=268 | -20          | 2打差      | フィル・ミケルソン リー・ウエストウッド   |
| 7.  | 2014年7月20日  | 全英オープン                                                                 | 67-75-67-66=275 | -17          | 2打差      | リッキー・ファウラー セルヒオ・ガルシア   |
| 8.  | 2014年8月3日   | WGCブリヂストン・インビテーショナル                                          | 69-64-66-66=265 | -15          | 2打差      | セルヒオ・ガルシア                        |
| 9.  | 2014年8月10日  | 全米プロゴルフ選手権 (2)                                                     | 66-67-67-68=268 | -16          | 1打差      | フィル・ミケルソン                        |
| 10. | 2015年5月3日   | WGCキャデラック・マッチプレー                                                | 4 and 2         | 4 and 2      | 4 and 2    | ゲリー・ウッドランド                      |
| 11. | 2015年5月17日  | ウェルズ・ファーゴ選手権 (2)                                                 | 70-67-61-69=267 | −21          | 7打差      | パトリック・ロジャース ウェブ・シンプソン |
| 12. | 2016年9月5日   | ドイツ銀行選手権                                                             | 71-67-66-65=269 | -15          | 2打差      | ポール・ケーシー                          |
| 13. | 2016年9月25日  | ザ・ツアーチャンピオンシップ                                                 | 68-70-66-64=268 | −12          | プレーオフ | ケビン・チャッペル ライアン・ムーア       |
| 14. | 2018年3月18日  | アーノルド・パーマー・インビテーショナル                                     | 69-70-67-64=270 | −18          | 3打差      | ブライソン・デシャンボー                  |
| 15. | 2019年3月17日  | ザ・プレーヤーズ・チャンピオンシップ                                         | 67-65-70-70=272 | −16          | 1打差      | ジム・フューリク                          |
| 16. | 2019年6月9日   | RBCカナディアン・オープン                                                    | 67-66-64-61=258 | −22          | 7打差      | シェーン・ローリー ウェブ・シンプソン     |
| 17. | 2019年8月25日  | ザ・ツアーチャンピオンシップ (2)                                             | 66-67-68-66=267 | −18 1        | 4打差      | ザンダー・シャウフェレ                    |
| 18. | 2019年11月3日  | HSBCチャンピオンズ                                                           | 67-67-67-68=269 | −19          | プレーオフ | ザンダー・シャウフェレ                    |
| 19. | 2021年5月9日   | ウェルズ・ファーゴ選手権 (3)                                                 | 72-66-68-68=274 | −10          | 1打差      | Abraham Ancer                             |
| 20. | 2021年10月17日 | CJカップ                                                                     | 68-67-62-66=263 | −25          | 1打差      | コリン・モリカワ                          |
| 21. | 2022年1月12日  | RBCカナディアン・オープン (2)                                                | 66-68-65-62=261 | −19          | 2打差      | トニー・フィナウ                          |
| 22. | 2022年8月28日  | ザ・ツアーチャンピオンシップ (3)                                             | 67-67-63-66=263 | −21 2        | 1打差      | 任成宰 スコッティ・シェフラー             |
| 23. | 2022年10月23日 | CJカップ (2)                                                                 | 66-67-67-67=267 | −17          | 1打差      | カート・キタヤマ                          |
| 24. | 2023年7月16日  | スコティッシュ・オープン                                                     | 64-66-67-68=265 | −15          | 1打差      | ロバート・マッキンタイア                  |
| 25. | 2024年4月28日  | チューリッヒ・クラシック・オブ・ニューオリンズ ( シェーン・ローリーとのペア) | 61-70-64-68=263 | −25          | プレーオフ | チャド・レイミー マーティン・トレーナー   |
| 26. | 2024年5月12日  | ウェルズ・ファーゴ選手権 (4)                                                 | 67-68-67-65=267 | −17          | 5打差      | ザンダー・シャウフェレ                    |
| 27. | 2025年2月2日   | AT&Tペブルビーチプロアマ                                                     | 66-70-65-66=267 | −21          | 2打差      | シェーン・ローリー                        |
| 28. | 2025年3月18日  | ザ・プレーヤーズ・チャンピオンシップ (2)                                     | 67-68-73-68=276 | −12          | プレーオフ | J.J.スポーン                              |
| 29. | 2025年4月13日  | マスターズ・トーナメント                                                     | 72-66-66-73=277 | −11          | プレーオフ | ジャスティン・ローズ                      |

1 Started tournament at −5 FedEx Cup playoffs adjustment, scored −13 to par. 

2 Started tournament at −4 FedEx Cup playoffs adjustment, scored −17 to par.
PGAツアープレーオフ記録 (5–2)
| No. | 年   | 大会                                           | 対戦相手                                                 | 内容                                                                                    |
| --- | ---- | ---------------------------------------------- | -------------------------------------------------------- | --------------------------------------------------------------------------------------- |
| 1.  | 2012 | ウェルズ・ファーゴ選手権                       | リッキー・ファウラー D.A.ポインツ                        | 1ホール目、ファウラーがバーディーで優勝。                                               |
| 2.  | 2014 | ザ・ホンダ・クラシック                         | ラッセル・ヘンリー ラッセル・ノックス ライアン・パーマー | 1ホール目、ヘンリーがバーディーで優勝。                                                 |
| 1.  | 2016 | ツアーチャンピオンシップ                       | ケビン・チャッペル ライアン・ムーア                      | 4ホール目、バーディーを決め優勝。                                                       |
| 2.  | 2019 | HSBCチャンピオンズ                             | ザンダー・シャウフェレ                                   | 1ホール目、バーディーを決め優勝。                                                       |
| 3.  | 2024 | チューリッヒ・クラシック・オブ・ニューオリンズ | チャド・レイミー グレゴリー・アブレ                      | 1ホール目、マキロイ・ローリー組がパーで優勝。                                           |
| 4.  | 2025 | ザ・プレーヤーズ・チャンピオンシップ           | J.J.スポーン                                             | 3ホールのストローク勝負でマキロイが優勝。 マキロイ: +1 (4-4-5=13) スポーン: x (5-6-x=x) |
| 5.  | 2025 | マスターズ・トーナメント                       | ジャスティン・ローズ                                     | 1ホール目、バーディーを決め優勝。                                                       |

### ヨーロピアンツアー (19勝)
| 勝数                 |
| メジャー選手権 (5)   |
| 世界ゴルフ選手権 (3) |
| ドバイ世界選手権 (3) |
| ツアー (8)           |

| No. | 年月日         | 大会                                             | 優勝スコア      | アンダーパー | 打差       | 2位 (タイ)                                |
| --- | -------------- | ------------------------------------------------ | --------------- | ------------ | ---------- | ----------------------------------------- |
| 1.  | 2009年2月1日   | ドバイ・デザート・クラシック                     | 64-68-67-70=269 | -19          | 1打差      | ジャスティン・ローズ                      |
| 2.  | 2011年6月19日  | 全米オープン                                     | 65-66-68-69=268 | -16          | 8打差      | ジェイソン・デイ                          |
| 3.  | 2011年12月4日  | UBS香港オープン (アジアンツアーとの共催)         | 64-69-70-65=268 | -12          | 2打差      | グレゴリー・アブレ                        |
| 4.  | 2012年8月12日  | 全米プロゴルフ選手権                             | 67-75-67-66=275 | -13          | 8打差      | デビッド・リン                            |
| 5.  | 2012年11月25日 | DPワールド・ツアーチャンピオンシップ・ドバイ     | 66-67-66-66=265 | -23          | 2打差      | ジャスティン・ローズ                      |
| 6.  | 2014年5月25日  | BMW PGA選手権                                    | 68-71-69-66=274 | -14          | 1打差      | シェーン・ローリー                        |
| 7.  | 2014年7月20日  | 全英オープン                                     | 67-75-67-66=275 | -17          | 2打差      | リッキー・ファウラー セルヒオ・ガルシア   |
| 8.  | 2014年8月3日   | WGCブリヂストン・インビテーショナル              | 69-64-66-66=265 | -15          | 2打差      | セルヒオ・ガルシア                        |
| 9.  | 2014年8月10日  | 全米プロゴルフ選手権 (2)                         | 66-67-67-68=268 | -16          | 1打差      | フィル・ミケルソン                        |
| 10. | 2015年2月1日   | ドバイ・デザート・クラシック (2)                 | 66-64-66-70=266 | -22          | 3打差      | アレックス・ノレン                        |
| 11. | 2015年5月3日   | WGCキャデラック・マッチプレー                    | 4 and 2         | 4 and 2      | 4 and 2    | ゲリー・ウッドランド                      |
| 12. | 2015年11月22日 | DPワールド・ツアーチャンピオンシップ・ドバイ (2) | 68-68-65-66=267 | -21          | 1打差      | アンディ・サリバン                        |
| 13. | 2016年5月22日  | ドバイデューティーフリー・アイリッシュ・オープン | 67-70-70-69=276 | -12          | 3打差      | ブラッドリー・ドレッジ ラッセル・ノックス |
| 14. | 2019年11月3日  | HSBCチャンピオンズ                               | 67-67-67-68=269 | -19          | プレーオフ | ザンダー・シャウフェレ                    |
| 15. | 2023年1月30日  | ドバイ・デザート・クラシック (3)                 | 66-70-65-68=269 | -16          | 1打差      | パトリック・リード                        |
| 16. | 2023年7月16日  | スコティッシュ・オープン                         | 64-66-67-68=265 | -15          | 1打差      | ロバート・マッキンタイア                  |
| 17. | 2024年1月21日  | ドバイ・デザート・クラシック (4)                 | 71-70-63-70=274 | -14          | 1打差      | アドリアン・メロンク                      |
| 18. | 2024年11月17日 | DPワールド・ツアーチャンピオンシップ・ドバイ (3) | 67-69-68-69=273 | -15          | 2打差      | ラスムス・ホイガード                      |
| 19. | 2025年4月13日  | マスターズ・トーナメント                         | 72-66-66-73=277 | −11          | プレーオフ | ジャスティン・ローズ                      |

### 豪PGAツアー (1勝)
| No. | 年月日        | 大会                                   | 優勝スコア            | 打差  | 2位 (タイ)       |
| --- | ------------- | -------------------------------------- | --------------------- | ----- | ---------------- |
| 1.  | 2013年12月1日 | エミレーツ・オーストラリアン・オープン | -18 (69-65-70-66=270) | 1打差 | アダム・スコット |

### その他
- 2011年：美蘭湖上海マスターズ

### 4大メジャートーナメントの成績
| 大会         | 2007  | 2008 | 2009 | 2010 | 2011 | 2012 | 2013 | 2014 | 2015 | 2016 | 2017 | 2018 | 2019 | 2020 | 2021 | 2022 | 2023 | 2024 | 2025 |
| ------------ | ----- | ---- | ---- | ---- | ---- | ---- | ---- | ---- | ---- | ---- | ---- | ---- | ---- | ---- | ---- | ---- | ---- | ---- | ---- |
| マスターズ   | DNP   | DNP  | T20  | CUT  | T15  | T40  | T25  | T8   | 4    | T10  | T7   | T5   | T21  | T5   | CUT  | T2   | CUT  | 22   | 1    |
| 全米オープン | DNP   | DNP  | T10  | CUT  | 1    | CUT  | T41  | T23  | T9   | CUT  | CUT  | CUT  | T9   | T8   | T49  | 8    | T7   | 2    | T19  |
| 全英オープン | T42LA | DNP  | T47  | T3   | T25  | T60  | CUT  | 1    | DNP  | T5   | T4   | T2   | CUT  | CCL  | T7   | T5   | 2    | CUT  | T7   |
| 全米プロ     | DNP   | DNP  | T3   | T3   | T64  | 1    | T8   | 1    | 17   | CUT  | T22  | T50  | T8   | T33  | T46  | 3    | 6    | 12   | T47  |

LA = ローアマチュア 
 
DNP = 不参加 
 
T = タイ 
 
CUT = 予選落ち 

CCL=中止 
 
背景黄色 = 10位内入賞 
 
背景緑色 = 優勝

### 世界ゴルフ選手権の成績
| 大会         | 2009 | 2010 | 2011 | 2012 | 2013 | 2014 | 2015 | 2016 | 2017 | 2018 | 2019 | 2020 | 2021 | 2022 | 2023 |
| ------------ | ---- | ---- | ---- | ---- | ---- | ---- | ---- | ---- | ---- | ---- | ---- | ---- | ---- | ---- | ---- |
| キャデラック | T20  | T65  | T10  | 3    | T8   | T25  | T9   | T3   | T7   | DNP  | 2    | 5    | T6   | −    | −    |
| デル         | QF   | R32  | R32  | 2    | R64  | R32  | 1    | 4    | T30  | T36  | R16  | CCL  | T28  | DNP  | 4    |
| ブリヂストン | T68  | T9   | T6   | T5   | T27  | 1    | DNP  | DNP  | T5   | T6   | T4   | T47  | T12  | −    | −    |
| HSBC         | 4    | 5    | T4   | DNP  | T6   | DNP  | T11  | T4   | DNP  | DNP  | 1    | CCL  | CCL  | CCL  | −    |

DNP = 不参加 
 
T = タイ 
 
CUT = 予選落ち 

CCL=中止 
 
背景黄色 = 10位内入賞 
 
背景緑色 = 優勝 

R64, R32, R16, QF = 敗退